# ووبنگتسه (استان اشوی‌داشکسیه)
ووبنگتسه (به لاتین: Łubnice) یک روستا در لهستان است که در گمینا ووبنگتسه (استان اشوی‌داشکسیه) واقع شده‌است. ووبنگتسه ۱۸۳٫۳ متر بالاتر از سطح دریا واقع شده‌است.